# منتخب الصين لكرة الطائرة للسيدات
منتخب الصين الوطني لكرة الطائرة للنساء هو ممثل الصين الرسمي في المنافسات الدولية في كرة طائرة في فئة كرة الطائرة للسيدات.

## ميداليات
| الألعاب الأولمبية                 | الألعاب الأولمبية                       | الألعاب الأولمبية                                          |
| --------------------------------- | --------------------------------------- | ---------------------------------------------------------- |
| Gold medal – first place          | الألعاب الأولمبية الصيفية 1984          | كرة الطائرة في الألعاب الأولمبية الصيفية 1984 ‏             |
| Gold medal – first place          | الألعاب الأولمبية الصيفية 2004          | الكرة الطائرة في أولمبياد 2004                             |
| Gold medal – first place          | الألعاب الأولمبية الصيفية 2016          | الكرة الطائرة في الألعاب الأولمبية الصيفية 2016            |
| Silver medal – second place       | الألعاب الأولمبية الصيفية 1996          | كرة الطائرة في الألعاب الأولمبية الصيفية 1996 ‏             |
| Bronze medal – third place        | الألعاب الأولمبية الصيفية 1988          | كرة الطائرة في الألعاب الأولمبية الصيفية 1988 ‏             |
| Bronze medal – third place        | الألعاب الأولمبية الصيفية 2008          | كرة الطائرة في الألعاب الأولمبية الصيفية 2008 ‏             |
| بطولة العالم لكرة الطائرة للسيدات |                                         |                                                            |
| Gold medal – first place          | بطولة العالم لكرة الطائرة للسيدات 1982  |                                                            |
| Gold medal – first place          | بطولة العالم لكرة الطائرة للسيدات 1986  |                                                            |
| Silver medal – second place       | بطولة العالم لكرة الطائرة للسيدات 1990  |                                                            |
| Silver medal – second place       | بطولة العالم لكرة الطائرة للسيدات 1998  |                                                            |
| Silver medal – second place       | بطولة العالم لكرة الطائرة للسيدات 2014  |                                                            |
| Bronze medal – third place        | 2018 Japan ‏                             |                                                            |
| كأس العالم ‏                       |                                         |                                                            |
| Gold medal – first place          | 1981 Japan ‏                             |                                                            |
| Gold medal – first place          | كأس العالم لكرة الطائرة للسيدات 1985    |                                                            |
| Gold medal – first place          | كأس العالم لكرة الطائرة للسيدات 2003    |                                                            |
| Gold medal – first place          | 2015 Japan ‏                             |                                                            |
| Silver medal – second place       | كأس العالم لكرة الطائرة للسيدات 1991    |                                                            |
| Bronze medal – third place        | كأس العالم لكرة الطائرة للسيدات 1989    |                                                            |
| Bronze medal – third place        | كأس العالم لكرة الطائرة للسيدات 1995    |                                                            |
| Bronze medal – third place        | 2011 Japan ‏                             |                                                            |
| World Grand Champions Cup ‏        |                                         |                                                            |
| Gold medal – first place          | 2001 Japan ‏                             |                                                            |
| Gold medal – first place          | 2017 Japan ‏                             |                                                            |
| Silver medal – second place       | 1993 Japan ‏                             |                                                            |
| Bronze medal – third place        | 2005 Japan ‏                             |                                                            |
| جائزة كرة الطائرة الكبرى العالمية |                                         |                                                            |
| Gold medal – first place          | جائزة كرة الطائرة الكبرى العالمية 2003 ‏ |                                                            |
| Silver medal – second place       | جائزة كرة الطائرة الكبرى العالمية 1993  |                                                            |
| Silver medal – second place       | جائزة كرة الطائرة الكبرى العالمية 2001 ‏ |                                                            |
| Silver medal – second place       | جائزة كرة الطائرة الكبرى العالمية 2002  |                                                            |
| Silver medal – second place       | جائزة كرة الطائرة الكبرى العالمية 2007 ‏ |                                                            |
| Silver medal – second place       | جائزة كرة الطائرة الكبرى العالمية 2013 ‏ |                                                            |
| Bronze medal – third place        | جائزة كرة الطائرة الكبرى العالمية 1994  |                                                            |
| Bronze medal – third place        | جائزة كرة الطائرة الكبرى العالمية 1999 ‏ |                                                            |
| Bronze medal – third place        | جائزة كرة الطائرة الكبرى العالمية 2005 ‏ |                                                            |
| دوري الأمم للكرة الطائرة للسيدات  |                                         |                                                            |
| Bronze medal – third place        | دوري الأمم للكرة الطائرة للسيدات 2018 ‏  |                                                            |
| الألعاب الآسيوية                  |                                         |                                                            |
| Gold medal – first place          | دورة الألعاب الآسيوية 1982              | Team                                                       |
| Gold medal – first place          | دورة الألعاب الآسيوية 1986              | كرة طائرة في دورة الألعاب الآسيوية 1986 ‏                   |
| Gold medal – first place          | دورة الألعاب الآسيوية 1990              | كرة طائرة في الألعاب الآسيوية 1990 ‏                        |
| Gold medal – first place          | دورة الألعاب الآسيوية 1998              | كرة طائرة في دورة الألعاب الآسيوية – سيدات كرة طائرة 1998 ‏ |
| Gold medal – first place          | دورة الألعاب الآسيوية 2002              | كرة طائرة في دورة الألعاب الآسيوية 2002 ‏                   |
| Gold medal – first place          | دورة الألعاب الآسيوية 2006              | كرة طائرة في دورة الألعاب الآسيوية 2006 ‏                   |
| Gold medal – first place          | دورة الألعاب الآسيوية 2010              | كرة طائرة في دورة الألعاب الآسيوية 2010 ‏                   |
| Gold medal – first place          | دورة الألعاب الآسيوية 2018              | Team                                                       |
| Silver medal – second place       | دورة الألعاب الآسيوية 1978              | كرة طائرة في دورة الألعاب الآسيوية 1978 ‏                   |
| Silver medal – second place       | دورة الألعاب الآسيوية 1994              | كرة طائرة في دورة الألعاب الآسيوية 1994 ‏                   |
| Silver medal – second place       | دورة الألعاب الآسيوية 2014              | كرة طائرة في دورة الألعاب الآسيوية 2014 ‏                   |
| Bronze medal – third place        | دورة الألعاب الآسيوية 1974              | كرة طائرة في دورة الألعاب الآسيوية 1974 ‏                   |
| بطولة آسيا لكرة الطائرة للسيدات   |                                         |                                                            |
| Gold medal – first place          | بطولة آسيا لكرة الطائرة للسيدات 1979    |                                                            |
| Gold medal – first place          | بطولة آسيا لكرة الطائرة للسيدات 1987    |                                                            |
| Gold medal – first place          | بطولة آسيا لكرة الطائرة للسيدات 1989    |                                                            |
| Gold medal – first place          | بطولة آسيا لكرة الطائرة للسيدات 1991    |                                                            |
| Gold medal – first place          | بطولة آسيا لكرة الطائرة للسيدات 1993    |                                                            |
| Gold medal – first place          | بطولة آسيا لكرة الطائرة للسيدات 1995    |                                                            |
| Gold medal – first place          | بطولة آسيا لكرة الطائرة للسيدات 1997 ‏   |                                                            |
| Gold medal – first place          | بطولة آسيا لكرة الطائرة للسيدات 1999 ‏   |                                                            |
| Gold medal – first place          | بطولة آسيا لكرة الطائرة للسيدات 2001 ‏   |                                                            |
| Gold medal – first place          | بطولة آسيا لكرة الطائرة للسيدات 2003 ‏   |                                                            |
| Gold medal – first place          | بطولة آسيا لكرة الطائرة للسيدات 2005 ‏   |                                                            |
| Gold medal – first place          | بطولة آسيا لكرة الطائرة للسيدات 2011 ‏   |                                                            |
| Gold medal – first place          | بطولة آسيا لكرة الطائرة للسيدات 2015 ‏   |                                                            |
| Silver medal – second place       | بطولة آسيا لكرة الطائرة للسيدات 1983    |                                                            |
| Silver medal – second place       | بطولة آسيا لكرة الطائرة للسيدات 2007 ‏   |                                                            |
| Silver medal – second place       | بطولة آسيا لكرة الطائرة للسيدات 2009 ‏   |                                                            |
| Bronze medal – third place        | بطولة آسيا لكرة الطائرة للسيدات 1975    |                                                            |
| Asian Cup ‏                        |                                         |                                                            |
| Gold medal – first place          | 2008 Nakhon Ratchasima ‏                 |                                                            |
| Gold medal – first place          | 2010 Taicang ‏                           |                                                            |
| Gold medal – first place          | 2014 Shenzhen ‏                          |                                                            |
| Gold medal – first place          | 2016 Vĩnh Phúc ‏                         |                                                            |
| Gold medal – first place          | 2018 Nakhon Ratchasima ‏                 |                                                            |
| Silver medal – second place       | 2012 Almaty ‏                            |                                                            |